# 26533 Aldering
26533 Aldering è un asteroide della fascia principale. Scoperto nel 2000, presenta un'orbita caratterizzata da un semiasse maggiore pari a 2,5384437 UA e da un'eccentricità di 0,1455939, inclinata di 13,92935° rispetto all'eclittica.
L'asteroide era stato inizialmente battezzato 26533 Milevsko per poi essere corretto nella denominazione attuale. L'eponimo venne poi attribuito all'asteroide 29760 Milevsko.
Inoltre l'eponimo Aldering era stato inizialmente assegnato a 7101 Haritina che ricevette poi l'attuale denominazione.
L'asteroide è dedicato all'astronomo statunitense Gregory Scott Aldering.